# ممر الحلو
ممر الحلو أو الممر الحلو أو الممر السهل أو المسار الحلو أو المسار السهل أو سويت تراك، (بالإنجليزية The Sweet Track) بما يعني الممر أو المسار الحلو، حسب التسمية التي أطلقها مكتشفه،) في منطقة مقاطعة سومرست (إنجلترا)، وهي ممرات ضيقة راجلة تصنع من الخشب.
وقد بدأ أول ظهور لهذه الممرات الخشبية في القرن 39 ق م وبالضبط في سنة 3807 أو 3806 قبل الميلاد. وهي تعتبر واحدة من أقدم الطرق المعروفة التي بُنيت من الخشب وقد اكتشفت في شمال أوروبا بشكل عام ومنطقة مقاطعة سومرست (إنجلترا) خصوصا.
تم اكتشاف الممرات في عام 1970 خلال الحفريات، وسماها حينها مكتشفها راي واي "Ray way".
الشركة التي تعمل في الحفريات، «إي جي غودوين» (E. J. Godwin)، أرسلت جزءا من لوح الممر «لجون كولز»، وهو أستاذ محاضر مساعد في علم الآثار في جامعة كامبريدج، الذين نفذوا بعض الحفريات على المسارات القريبة.
استمر بحث كولز على هذه «الممرات والمسارات» الذي استمر من 1973إلى 1989، بتمويل من جهات مانحة مختلفة بما في ذلك التراث الإنكليزي. قام المشروع بمجموعة من الأنشطة والتنقيبات في إطار إركيولوجي، حيث تم اثبات الأهمية الاقتصادية والجغرافية للهذه الممرات الخشبية المختلفة التي تعود بين الألفية الأولى والثالثة قبل الميلاد.
تم الاعترف ببحوث وأعمال «جون كولز»، «بريوني كولز»، ومستويات مشروع سومرست في عام 1996. عندما فازوا بجائزة Imperial Chemical Industries (ICI) البريطانية، اعترافا بمجهوداتهم البحثية في اكتشاف هذه الممرات الخشبية القديمة، كأفضل مشروع أثري قدّم مساهمة كبيرة في المعرفة التاريخية وعلم الآثار (الأركيولوجي) في بريطانيا، وفي عام 2006 مع جائزة التراث الأثري الأوروبي.

## معرض صور

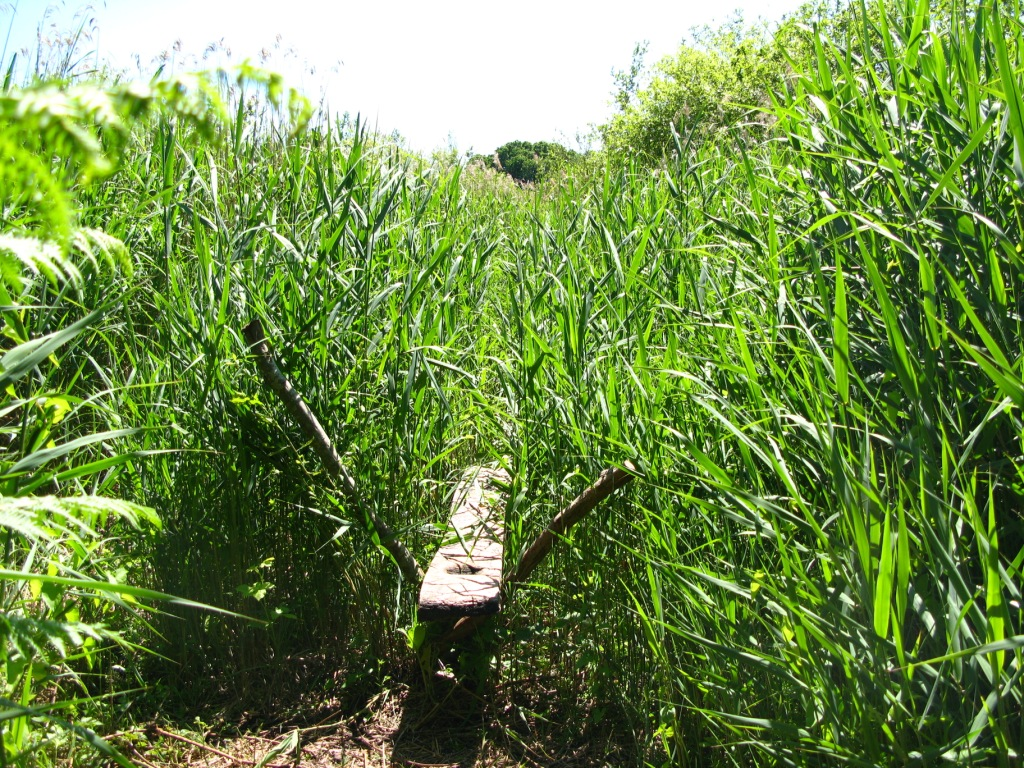
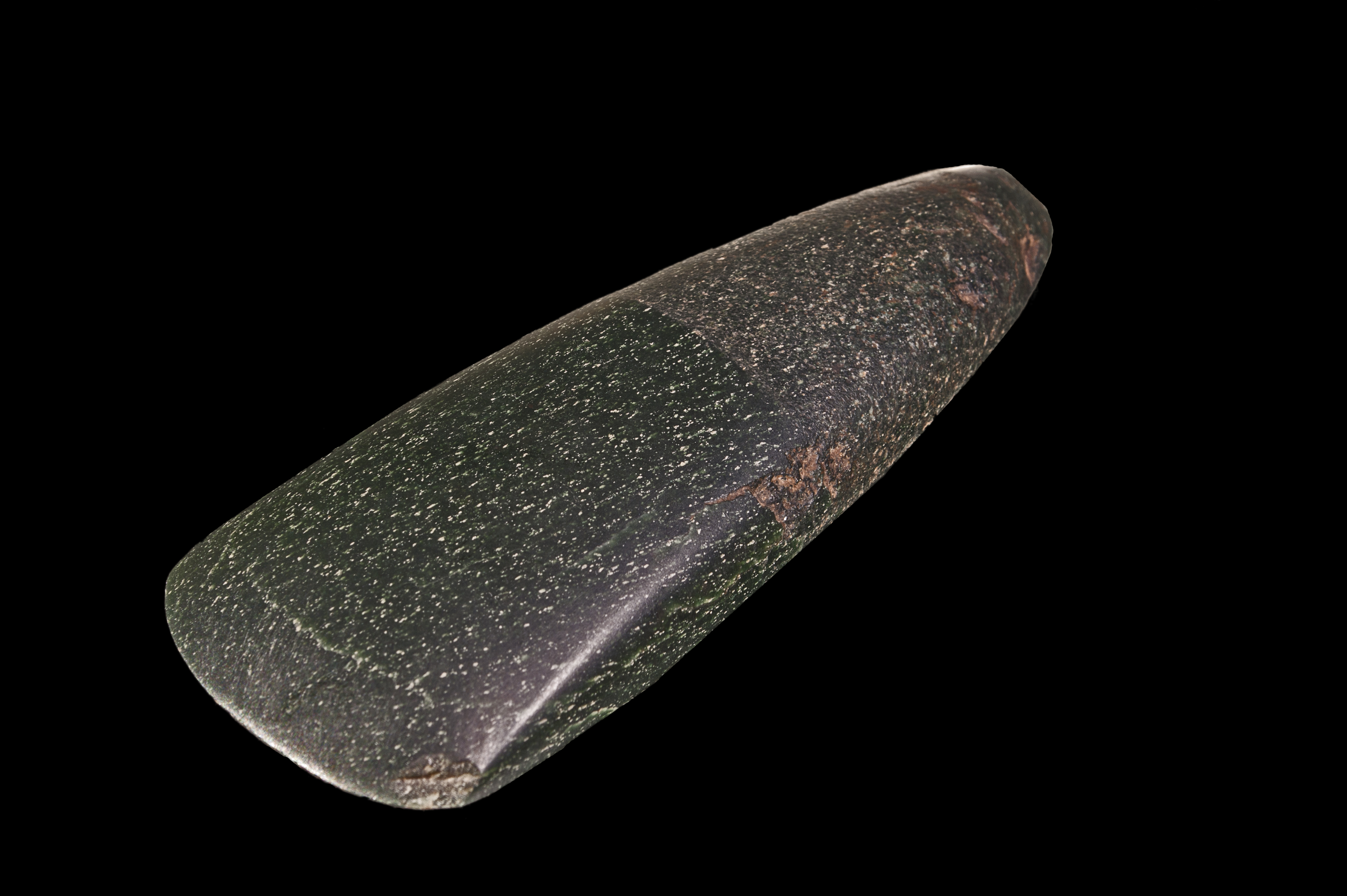
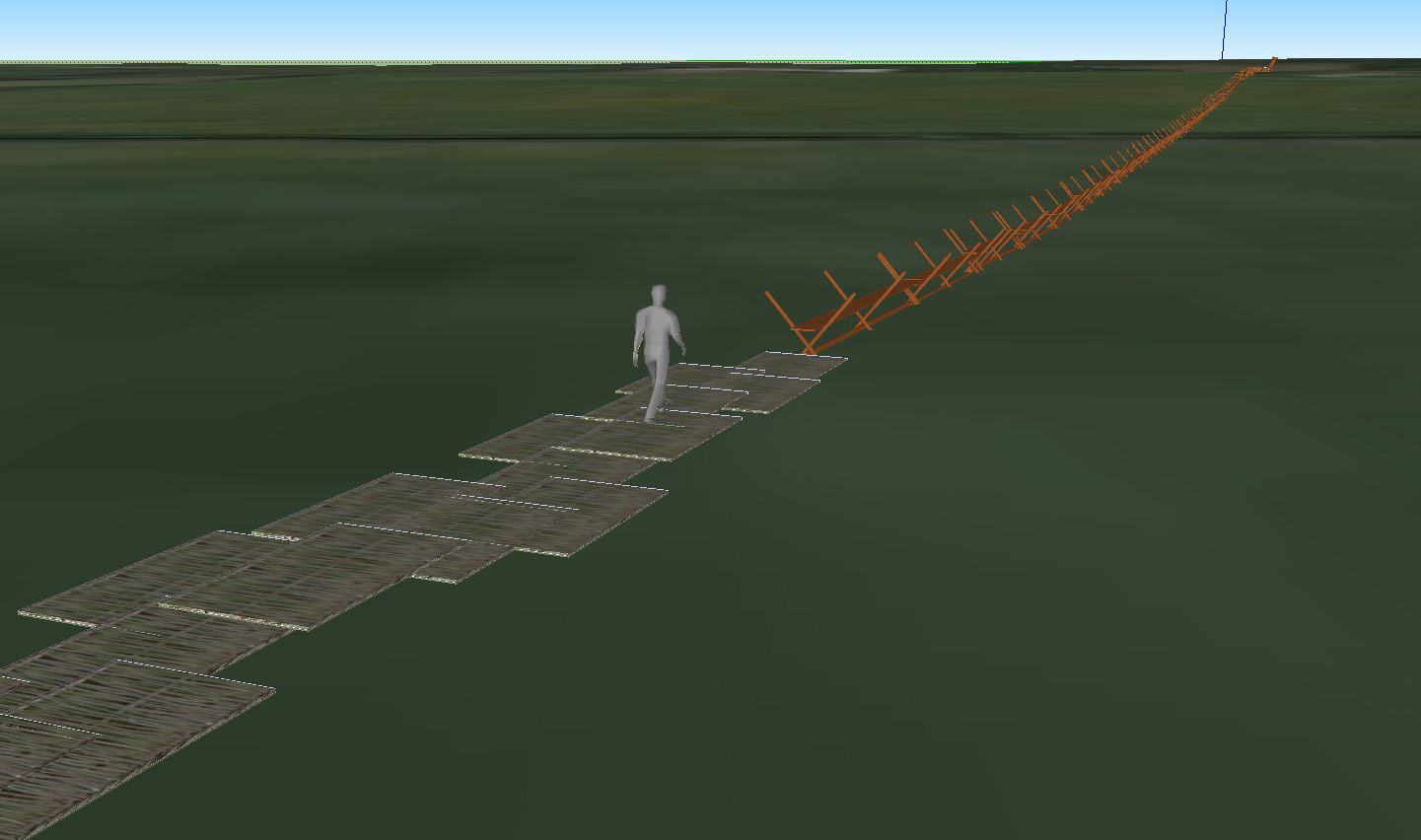
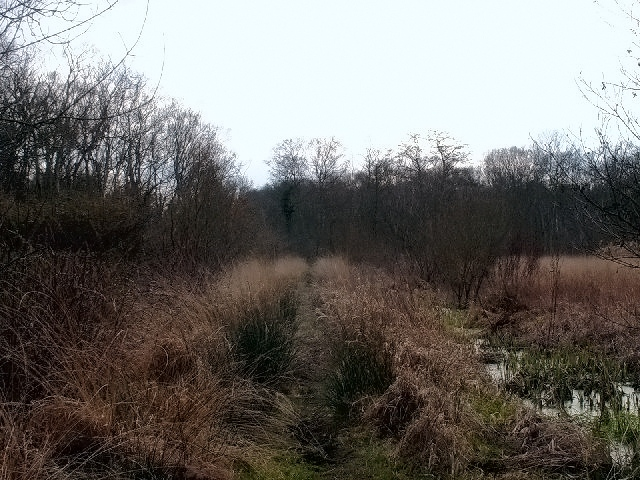
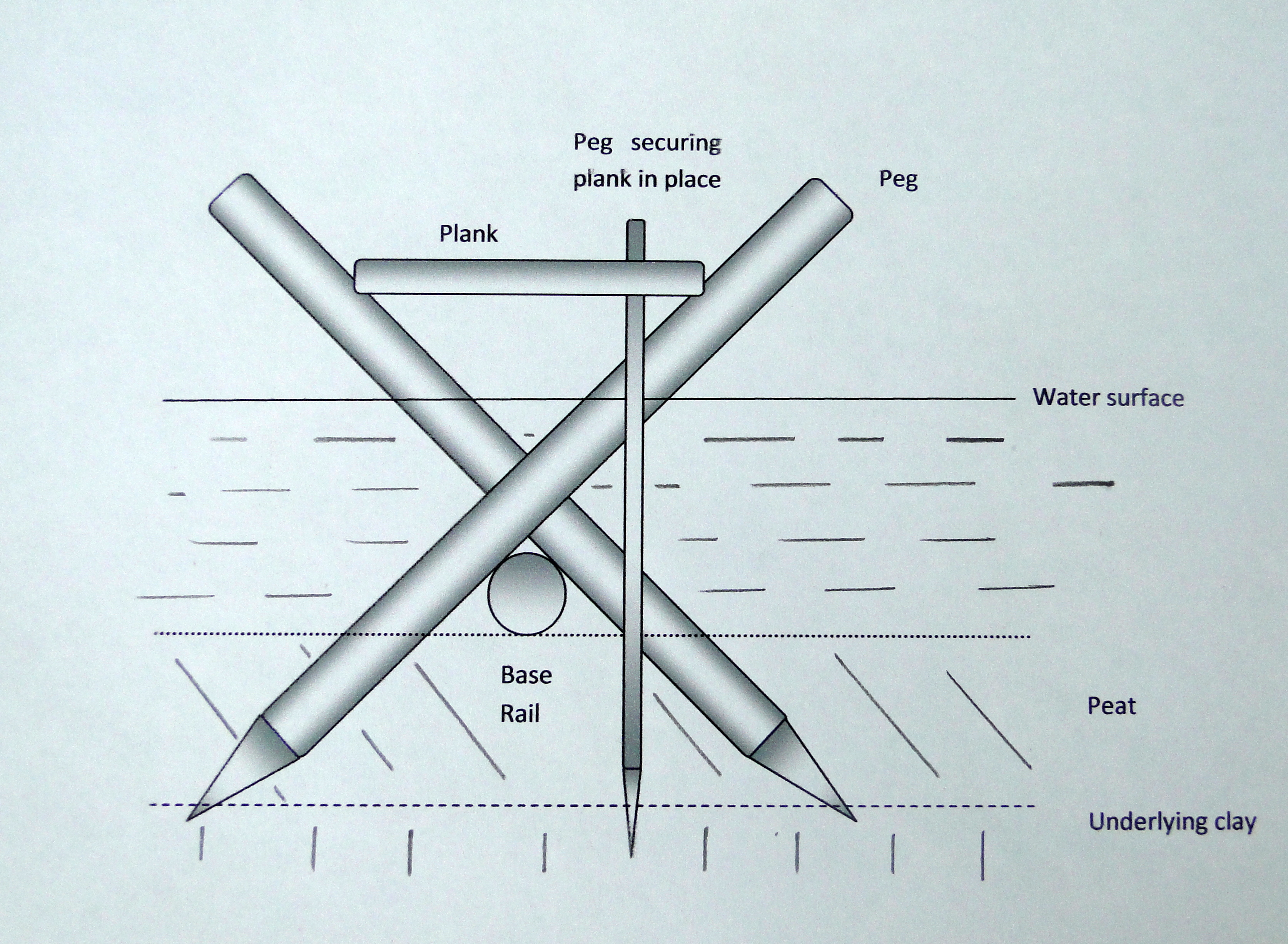
رسم توضيحي لممر الحلو

## وصلات خارجية
- The Sweet Track at Digital Digging